# Кузнецова (Голишмановський міський округ)
Кузнецо́ва (рос. Кузнецова) — присілок у складі Голишмановського міського округу Тюменської області, Росія.
Населення — 147 осіб (2010, 140 у 2002).
Національний склад станом на 2002 рік:
- росіяни — 99 %